# Миттерпахер, Людвиг

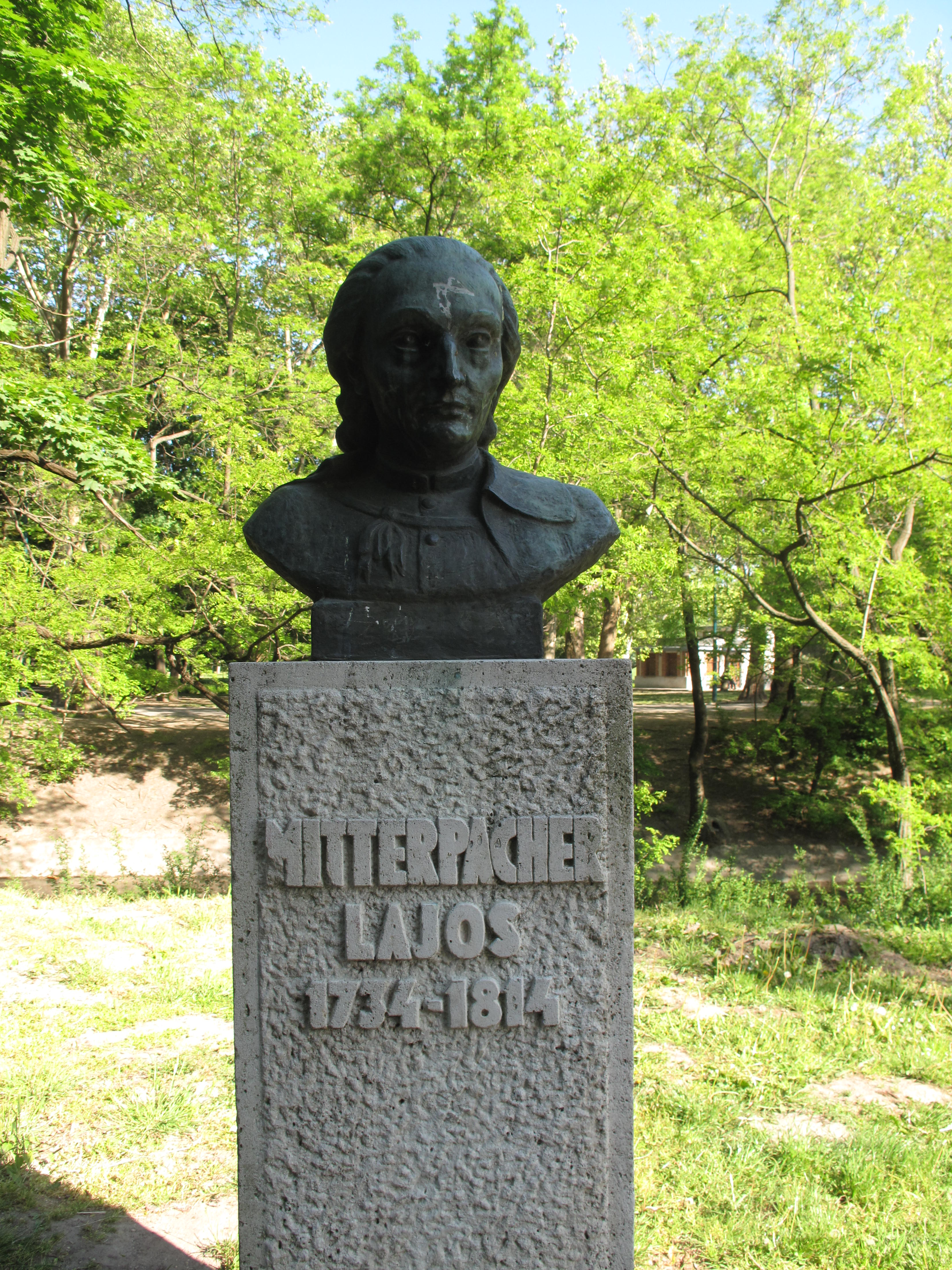

Людвиг Миттерпахер (1734, Билье — 1814) — венгерский агроном, ботаник, зоолог и энтомолог. Был профессором естественной истории в Будапеште, где работал вместе с профессором Маттиасом Пиллером (1733—1788). Вместе в 147-страничном труде Iter per Poseganam Sclavoniaeprovinciam mensibus Junio, et Julio Anno MDCCLXXXII susceptum.Regiae Universitatis, Budapest они описали новые виды Coleoptera и Lepidoptera.

## Работы
- Kurzgefasste Naturgeschichte der Erdkugel : zum Behufe der Vorlesungen in der k.k. theresianischen Akademie. 1774
- Anfangsgründe der physikalischen Astronomie. 1776
- Elementa rei rusticae. 1779
- Physikalische Erdbeschreibung. 1789